# FIVB Nations League vrouwen 2018
De FIVB Nations League vrouwen 2018 was de eerste editie van deze internationale volleybalcompetitie dat wordt georganiseerd door de FIVB. Het toernooi vond plaats van 15 mei tot en met 1 juli 2018.

## Deelnemende teams
Op 12 oktober 2017 maakte de FIVB het deelnemersveld bekend. Twaalf landen zijn voor zeven jaar zeker van deelname en zijn automatisch gekwalificeerd. Daarnaast namen vier zogenaamde “challengers” deel. Argentinië, België, de Dominicaanse Republiek en Polen, wisten zich te handhaven. Het laagst eindigde land moest zijn plaats voor de editie van 2019 afstaan aan de winnaar van de FIVB Challenger Cup vrouwen 2018.
| Land                   | Reden van kwalificatie     | Datum van kwalificatie | Aantal deelnames |
| ---------------------- | -------------------------- | ---------------------- | ---------------- |
| Brazilië               | Automatisch gekwalificeerd | 12 oktober 2017        | 1                |
| China                  | Automatisch gekwalificeerd | 12 oktober 2017        | 1                |
| Duitsland              | Automatisch gekwalificeerd | 12 oktober 2017        | 1                |
| Italië                 | Automatisch gekwalificeerd | 12 oktober 2017        | 1                |
| Japan                  | Automatisch gekwalificeerd | 12 oktober 2017        | 1                |
| Nederland              | Automatisch gekwalificeerd | 12 oktober 2017        | 1                |
| Rusland                | Automatisch gekwalificeerd | 12 oktober 2017        | 1                |
| Servië                 | Automatisch gekwalificeerd | 12 oktober 2017        | 1                |
| Thailand               | Automatisch gekwalificeerd | 12 oktober 2017        | 1                |
| Turkije                | Automatisch gekwalificeerd | 12 oktober 2017        | 1                |
| Verenigde Staten       | Automatisch gekwalificeerd | 12 oktober 2017        | 1                |
| Zuid-Korea             | Automatisch gekwalificeerd | 12 oktober 2017        | 1                |
|                        |                            |                        |                  |
| België                 | Challenger team            | 12 oktober 2017        | 1                |
| Argentinië             | Challenger team            | 12 oktober 2017        | 1                |
| Dominicaanse Republiek | Challenger team            | 12 oktober 2017        | 1                |
| Polen                  | Challenger team            | 12 oktober 2017        | 1                |

## Poule-indeling
De poule-indeling werd gepubliceerd op 16 februari 2018.

### Intercontinentale ronde
| Week 1                                         | Week 1                                         | Week 1                                                     | Week 1                                             |
| Poule 1 Rusland                                | Poule 2 China                                  | Poule 3 Verenigde Staten                                   | Poule 4 Brazilië                                   |
| ---------------------------------------------- | ---------------------------------------------- | ---------------------------------------------------------- | -------------------------------------------------- |
| Rusland Argentinië Nederland Thailand          | China België Dominicaanse Republiek Zuid-Korea | Verenigde Staten Italië Polen Turkije                      | Brazilië Duitsland Japan Servië                    |
| Week 2                                         |                                                |                                                            |                                                    |
| Poule 5 Japan                                  | Poule 6 Zuid-Korea                             | Poule 7 Macau, China                                       | Poule 8 Turkije                                    |
| Japan België Nederland Verenigde Staten        | Zuid-Korea Duitsland Italië Rusland            | China Polen Servië Thailand                                | Turkije Argentinië Brazilië Dominicaanse Republiek |
| Week 3                                         |                                                |                                                            |                                                    |
| Poule 9 Nederland                              | Poule 10 Rusland                               | Poule 11 Thailand                                          | Poule 12 Hong Kong, China                          |
| Nederland Brazilië Polen Zuid-Korea            | Servië België Rusland Turkije                  | Thailand Dominicaanse Republiek Duitsland Verenigde Staten | China Argentinië Italië Japan                      |
| Week 4                                         |                                                |                                                            |                                                    |
| Poule 13 Nederland                             | Poule 14 China                                 | Poule 15 Thailand                                          | Poule 16 Polen                                     |
| Nederland Dominicaanse Republiek Italië Servië | China Brazilië Rusland Verenigde Staten        | Thailand Japan Zuid-Korea Turkije                          | Polen Argentinië België Duitsland                  |
| Week 5                                         |                                                |                                                            |                                                    |
| Poule 17 Duitsland                             | Poule 18 Polen                                 | Poule 19 Italië                                            | Poule 20 Argentinië                                |
| Duitsland China Nederland Turkije              | Polen Dominicaanse Republiek Japan Rusland     | Italië België Brazilië Thailand                            | Argentinië Servië Zuid-Korea Verenigde Staten      |

### Eindronde
| Poule A   | Poule B          |
| --------- | ---------------- |
| China     | Verenigde Staten |
| Brazilië  | Servië           |
| Nederland | Turkije          |

## Speelsteden
De lijst van speelsteden en hallen werd gepubliceerd op 16 februari 2018.

### Intercontinentale ronde
| Poule 1                   | Poule 2                                 | Poule 3                     | Poule 4                                                    |
| Yekaterinburg, Rusland    | Ningbo, China                           | Lincoln, Verenigde Staten   | Barueri, Brazilië                                          |
| ------------------------- | --------------------------------------- | --------------------------- | ---------------------------------------------------------- |
| Team Sports Palace        | Beilun Gymnasium                        | Bob Devaney Sports Center   | Ginásio José Corrêa                                        |
| Capaciteit: 5.000         | Capaciteit: 8.000                       | Capaciteit: 7.907           | Capaciteit: 5.100                                          |
|                           |                                         |                             |                                                            |
| Poule 5                   | Poule 6                                 | Poule 7                     | Poule 8                                                    |
| Toyota, Japan             | Suwon, Zuid-Korea                       | Macau, China                | Ankara, Turkije                                            |
| Sky Hall Toyota           | Suwon Gymnasium                         | Macau Forum                 | Başkent Volleyball Hall                                    |
| Capaciteit: 6.500         | Capaciteit: 5.145                       | Capaciteit: 4.062           | Capaciteit: 7.600                                          |
|                           |                                         |                             |                                                            |
| Poule 9                   | Poule 10                                | Poule 11                    | Poule 12                                                   |
| Apeldoorn, Nederland      | Kraljevo, Servië                        | Bangkok, Thailand           | Hong Kong, China                                           |
| Omnisport Apeldoorn       | Kraljevo Sports Hall                    | Indoor Stadium Huamark      | Hong Kong Coliseum                                         |
| Capaciteit: 5.000         | Capaciteit: 3.331                       | Capaciteit: 10.000          | Capaciteit: 12.500                                         |
|                           |                                         |                             |                                                            |
| Poule 13                  | Poule 14                                | Poule 15                    | Poule 16                                                   |
| Rotterdam, Nederland      | Jiangmen, China                         | Nakhon Ratchasima, Thailand | Bydgoszcz, Polen                                           |
| Topsportcentrum Rotterdam | Jiangmen Sports Hall                    | Korat Chatchai Hall         | Łuczniczka                                                 |
| Capaciteit: 2.500         | Capaciteit: 8.500                       | Capaciteit: 5.000           | Capaciteit: 8.764                                          |
|                           |                                         |                             |                                                            |
| Poule 17                  | Poule 18                                | Poule 19                    | Poule 20                                                   |
| Stuttgart, Duitsland      | Wałbrzych, Polen                        | Eboli, Italië               | Santa Fe, Argentinië                                       |
| Porsche-Arena             | Centrum Sportowo-Rekreacyjne Aqua Zdrój | PalaSele                    | Gimnásio del Campus de la Universidad Tecnológica Nacional |
| Capaciteit: 6.181         | Capaciteit: 2.000                       | Capaciteit: 8.000           | Capaciteit: 5.000                                          |
|                           |                                         |                             |                                                            |

### Eindronde
| Nanjing, China                          |
| --------------------------------------- |
| Nanjing Olympic Sports Center Gymnasium |
| Capaciteit: 13.000                      |
|                                         |

## Intercontinentale ronde
- De top 6 plaatst zich voor de eindronde.
- bij winst met 3-0 of 3-1 :3 punten voor de winnaar ; 0 punten voor de verliezer
- bij winst met 3-2 : 2 punten voor de winnaar ; 1 punt voor de verliezer
- Ieder land speelt 15 wedstrijden verdeelt over 5 toernooien
|  | Gekwalificeerd voor de eindronde              |
|  | Gekwalificeerd als gastland voor de eindronde |
|  | Uitgesloten voor de Nations League 2019       |

|      |                        | Wedstrijden | Wedstrijden | Ptn | Sets | Sets | Sets  | Punten | Punten | Punten |
| Rang | Team                   | W           | V           | Ptn | W    | V    | Ratio | W      | V      | Ratio  |
| ---- | ---------------------- | ----------- | ----------- | --- | ---- | ---- | ----- | ------ | ------ | ------ |
| 1    | Verenigde Staten       | 13          | 2           | 40  | 42   | 8    | 5,250 | 1227   | 997    | 1,231  |
| 2    | Servië                 | 12          | 3           | 37  | 41   | 15   | 2,733 | 1324   | 1141   | 1,160  |
| 3    | Brazilië               | 12          | 3           | 35  | 40   | 20   | 2,000 | 1376   | 1229   | 1,120  |
| 4    | Nederland              | 12          | 3           | 34  | 39   | 18   | 2,167 | 1327   | 1176   | 1,128  |
| 5    | Turkije                | 11          | 4           | 35  | 40   | 19   | 2,105 | 1351   | 1244   | 1,086  |
| 6    | Italië                 | 10          | 5           | 29  | 34   | 22   | 1,545 | 1230   | 1136   | 1,083  |
| 7    | Rusland                | 8           | 7           | 23  | 26   | 29   | 0,897 | 1194   | 1198   | 0,997  |
| 8    | Polen                  | 8           | 7           | 22  | 29   | 29   | 1,000 | 1298   | 1211   | 1,072  |
| 9    | China                  | 7           | 8           | 22  | 29   | 27   | 1,074 | 1237   | 1178   | 1,050  |
| 10   | Japan                  | 7           | 8           | 20  | 27   | 31   | 0,871 | 1209   | 1273   | 0,950  |
| 11   | Duitsland              | 5           | 10          | 15  | 23   | 35   | 0,657 | 1220   | 1315   | 0,928  |
| 12   | Zuid-Korea             | 5           | 10          | 14  | 16   | 34   | 0,471 | 1022   | 1141   | 0,896  |
| 13   | België                 | 4           | 11          | 12  | 18   | 36   | 0,500 | 1115   | 1250   | 0,892  |
| 14   | Dominicaanse Republiek | 3           | 12          | 12  | 17   | 37   | 0,459 | 1072   | 1245   | 0,861  |
| 15   | Thailand               | 2           | 13          | 7   | 17   | 41   | 0,415 | 1218   | 1355   | 0,899  |
| 16   | Argentinië             | 1           | 14          | 3   | 5    | 42   | 0,119 | 830    | 1161   | 0,715  |

### Week 1

#### Poule 1
- Alle tijden zijn Yekaterinburg Time (UTC+05:00).

| Datum  | Tijd  |            | Uitslag |            | Set 1 | Set 2 | Set 3 | Set 4 | Set 5 | Totaal | Toeschouwers | Duur | Verslag |
| ------ | ----- | ---------- | ------- | ---------- | ----- | ----- | ----- | ----- | ----- | ------ | ------------ | ---- | ------- |
| 15 mei | 16:30 | Thailand   | 0–3     | Nederland  | 20–25 | 24–26 | 13–25 |       |       | 57–76  |              |      | Verslag |
| 15 mei | 19:00 | Rusland    | 3–1     | Argentinië | 20–25 | 25–13 | 25–13 | 25–22 |       | 95–73  |              |      | Verslag |
| 16 mei | 16:30 | Argentinië | 1–3     | Nederland  | 25–22 | 19–25 | 8–25  | 18–25 |       | 70–97  |              |      | Verslag |
| 16 mei | 19:00 | Rusland    | 3–1     | Thailand   | 25–23 | 13–25 | 25–18 | 30–28 |       | 93–94  |              |      | Verslag |
| 17 mei | 16:30 | Argentinië | 0–3     | Thailand   | 17–25 | 17–25 | 16–25 |       |       | 50–75  |              |      | Verslag |
| 17 mei | 19:00 | Rusland    | 0–3     | Nederland  | 22–25 | 20–25 | 25–27 |       |       | 67–77  |              |      | Verslag |

#### Poule 2
- Alle tijden zijn China Standard Time (UTC+08:00).

| Datum  | Tijd  |                        | Uitslag |                        | Set 1 | Set 2 | Set 3 | Set 4 | Set 5 | Totaal  | Toeschouwers | Duur | Verslag |
| ------ | ----- | ---------------------- | ------- | ---------------------- | ----- | ----- | ----- | ----- | ----- | ------- | ------------ | ---- | ------- |
| 15 mei | 16:00 | België                 | 3–0     | Zuid-Korea             | 25–18 | 25–22 | 25–21 |       |       | 75–61   |              |      | Verslag |
| 15 mei | 19:30 | China                  | 3–0     | Dominicaanse Republiek | 25–17 | 25–15 | 25–11 |       |       | 75–43   |              |      | Verslag |
| 16 mei | 16:00 | Dominicaanse Republiek | 2–3     | Zuid-Korea             | 24–26 | 27–25 | 25–21 | 14–25 | 12–15 | 102–112 |              |      | Verslag |
| 16 mei | 19:30 | China                  | 3–0     | België                 | 25–14 | 25–20 | 25–13 |       |       | 75–47   |              |      | Verslag |
| 17 mei | 16:00 | Dominicaanse Republiek | 2–3     | België                 | 16–25 | 25–18 | 18–25 | 25–19 | 7–15  | 91–102  |              |      | Verslag |
| 17 mei | 19:30 | China                  | 0–3     | Zuid-Korea             | 15–25 | 15–25 | 13–25 |       |       | 43–75   |              |      | Verslag |

#### Poule 3
- Alle tijden zijn Central Summer Time (UTC-05:00).

| Datum  | Tijd  |                  | Uitslag |         | Set 1 | Set 2 | Set 3 | Set 4 | Set 5 | Totaal  | Toeschouwers | Duur | Verslag |
| ------ | ----- | ---------------- | ------- | ------- | ----- | ----- | ----- | ----- | ----- | ------- | ------------ | ---- | ------- |
| 15 mei | 17:00 | Turkije          | 3–0     | Italië  | 25–21 | 25–21 | 25–20 |       |       | 75–62   |              |      | Verslag |
| 15 mei | 19:30 | Verenigde Staten | 3–1     | Polen   | 28–26 | 25–22 | 22–25 | 25–15 |       | 100–88  |              |      | Verslag |
| 16 mei | 17:00 | Polen            | 3–2     | Italië  | 21–25 | 25–14 | 19–25 | 25–17 | 15–12 | 105–93  |              |      | Verslag |
| 16 mei | 19:30 | Verenigde Staten | 2–3     | Turkije | 26–28 | 19–25 | 25–20 | 26–24 | 14–16 | 110–113 |              |      | Verslag |
| 17 mei | 17:00 | Turkije          | 3–0     | Polen   | 25–21 | 25–17 | 25–23 |       |       | 75–61   |              |      | Verslag |
| 17 mei | 19:30 | Verenigde Staten | 3–0     | Italië  | 25–21 | 25–18 | 25–21 |       |       | 75–60   |              |      | Verslag |

#### Poule 4
- Alle tijden zijn Brasília time (UTC−03:00).

| Datum  | Tijd  |           | Uitslag |           | Set 1 | Set 2 | Set 3 | Set 4 | Set 5 | Totaal | Toeschouwers | Duur | Verslag |
| ------ | ----- | --------- | ------- | --------- | ----- | ----- | ----- | ----- | ----- | ------ | ------------ | ---- | ------- |
| 15 mei | 15:05 | Brazilië  | 1–3     | Duitsland | 25–15 | 22–25 | 18–25 | 20–25 |       | 85–90  |              |      | Verslag |
| 15 mei | 17:30 | Japan     | 0–3     | Servië    | 18–25 | 17–25 | 22–25 |       |       | 57–75  |              |      | Verslag |
| 16 mei | 15:05 | Brazilië  | 3–1     | Japan     | 22–25 | 25–18 | 25–23 | 25–11 |       | 97–77  |              |      | Verslag |
| 16 mei | 17:30 | Duitsland | 0–3     | Servië    | 16–25 | 21–25 | 17–25 |       |       | 54–75  |              |      | Verslag |
| 17 mei | 15:05 | Brazilië  | 3–1     | Servië    | 23–25 | 25–22 | 25–14 | 25–21 |       | 98–82  |              |      | Verslag |
| 17 mei | 17:30 | Duitsland | 1–3     | Japan     | 21–25 | 23–25 | 25–21 | 17–25 |       | 86–96  |              |      | Verslag |

### Week 2

#### Poule 5
- Alle tijden zijn Japan Standard Time (UTC+09:00).

| Datum  | Tijd  |           | Uitslag |                  | Set 1 | Set 2 | Set 3 | Set 4 | Set 5 | Totaal  | Toeschouwers | Duur | Verslag |
| ------ | ----- | --------- | ------- | ---------------- | ----- | ----- | ----- | ----- | ----- | ------- | ------------ | ---- | ------- |
| 22 mei | 15:40 | België    | 2–3     | Nederland        | 25–21 | 19–25 | 25–23 | 29–31 | 10–15 | 108–115 |              |      | Verslag |
| 22 mei | 19:10 | Japan     | 0–3     | Verenigde Staten | 20–25 | 16–25 | 23–25 |       |       | 59–75   |              |      | Verslag |
| 23 mei | 15:40 | Nederland | 0–3     | Verenigde Staten | 19–25 | 21–25 | 23–25 |       |       | 63–75   |              |      | Verslag |
| 23 mei | 19:10 | Japan     | 3–0     | België           | 25–19 | 25–20 | 25–19 |       |       | 75–58   |              |      | Verslag |
| 24 mei | 15:40 | België    | 0–3     | Verenigde Staten | 11–25 | 18–25 | 17–25 |       |       | 46–75   |              |      | Verslag |
| 24 mei | 19:10 | Japan     | 0–3     | Nederland        | 18–25 | 18–25 | 21–25 |       |       | 57–75   |              |      | Verslag |

#### Poule 6
- Alle tijden zijn Korea Standard Time (UTC+09:00).

| Datum  | Tijd  |            | Uitslag |           | Set 1 | Set 2 | Set 3 | Set 4 | Set 5 | Totaal | Toeschouwers | Duur | Verslag |
| ------ | ----- | ---------- | ------- | --------- | ----- | ----- | ----- | ----- | ----- | ------ | ------------ | ---- | ------- |
| 22 mei | 15:00 | Rusland    | 3–0     | Italië    | 26–24 | 25–12 | 25–23 |       |       | 76–59  |              |      | Verslag |
| 22 mei | 18:00 | Zuid-Korea | 3–1     | Duitsland | 23–25 | 26–24 | 25–16 | 25–16 |       | 99–81  |              |      | Verslag |
| 23 mei | 16:00 | Italië     | 3–0     | Duitsland | 25–22 | 25–18 | 25–20 |       |       | 75–60  |              |      | Verslag |
| 23 mei | 19:00 | Zuid-Korea | 3–0     | Rusland   | 25–19 | 25–14 | 25–17 |       |       | 75–50  |              |      | Verslag |
| 24 mei | 16:00 | Rusland    | 3–1     | Duitsland | 19–25 | 25–21 | 25–15 | 25–23 |       | 94–84  |              |      | Verslag |
| 24 mei | 19:00 | Zuid-Korea | 0–3     | Italië    | 17–25 | 21–25 | 21–25 |       |       | 59–75  |              |      | Verslag |

#### Poule 7
- Alle tijden zijn Macau Standard Time (UTC+08:00).

| Datum  | Tijd  |          | Uitslag |          | Set 1 | Set 2 | Set 3 | Set 4 | Set 5 | Totaal  | Toeschouwers | Duur | Verslag |
| ------ | ----- | -------- | ------- | -------- | ----- | ----- | ----- | ----- | ----- | ------- | ------------ | ---- | ------- |
| 22 mei | 16:30 | Thailand | 1–3     | Servië   | 18–25 | 23–25 | 25–19 | 19–25 |       | 85–94   |              |      | Verslag |
| 22 mei | 20:00 | China    | 2–3     | Polen    | 25–18 | 17–25 | 18–25 | 25–22 | 12–15 | 97–105  |              |      | Verslag |
| 23 mei | 17:30 | Polen    | 1–3     | Servië   | 25–20 | 25–27 | 24–26 | 15–25 |       | 89–98   |              |      | Verslag |
| 23 mei | 20:00 | China    | 3–1     | Thailand | 25–23 | 26–24 | 22–25 | 25–17 |       | 98–89   |              |      | Verslag |
| 24 mei | 17:30 | Polen    | 2–3     | Thailand | 22–25 | 25–21 | 23–25 | 25–21 | 14–16 | 109–108 |              |      | Verslag |
| 24 mei | 20:00 | China    | 1–3     | Servië   | 25–21 | 23–25 | 21–25 | 17–25 |       | 86–96   |              |      | Verslag |

#### Poule 8
- Alle tijden zijn Further-eastern European Time (UTC+03:00).

| Datum  | Tijd  |                        | Uitslag |                        | Set 1 | Set 2 | Set 3 | Set 4 | Set 5 | Totaal | Toeschouwers | Duur | Verslag |
| ------ | ----- | ---------------------- | ------- | ---------------------- | ----- | ----- | ----- | ----- | ----- | ------ | ------------ | ---- | ------- |
| 22 mei | 14:00 | Argentinië             | 0–3     | Dominicaanse Republiek | 24–26 | 24–26 | 19–25 |       |       | 67–77  |              |      | Verslag |
| 22 mei | 17:00 | Turkije                | 1–3     | Brazilië               | 17–25 | 19–25 | 25–23 | 21–25 |       | 82–98  |              |      | Verslag |
| 23 mei | 14:00 | Brazilië               | 3–0     | Argentinië             | 25–9  | 25–21 | 25–14 |       |       | 75–44  |              |      | Verslag |
| 23 mei | 17:00 | Turkije                | 3–1     | Dominicaanse Republiek | 25–20 | 17–25 | 25–20 | 25–19 |       | 92–84  |              |      | Verslag |
| 24 mei | 14:00 | Dominicaanse Republiek | 0–3     | Brazilië               | 20–25 | 10–25 | 13–25 |       |       | 43–75  |              |      | Verslag |
| 24 mei | 17:00 | Turkije                | 3–0     | Argentinië             | 25–16 | 25–16 | 25–19 |       |       | 75–51  |              |      | Verslag |

### Week 3

#### Poule 9
- Alle tijden zijn Central European Summer Time (UTC+02:00).

| Datum  | Tijd  |            | Uitslag |            | Set 1 | Set 2 | Set 3 | Set 4 | Set 5 | Totaal | Toeschouwers | Duur | Verslag |
| ------ | ----- | ---------- | ------- | ---------- | ----- | ----- | ----- | ----- | ----- | ------ | ------------ | ---- | ------- |
| 29 mei | 16:30 | Zuid-Korea | 1–3     | Brazilië   | 11–25 | 14–25 | 33–31 | 20–25 |       | 78–106 |              |      | Verslag |
| 29 mei | 19:30 | Nederland  | 3–0     | Polen      | 25–22 | 25–22 | 27–25 |       |       | 77–69  |              |      | Verslag |
| 30 mei | 16:30 | Polen      | 0–3     | Brazilië   | 20–25 | 20–25 | 23–25 |       |       | 63–75  |              |      | Verslag |
| 30 mei | 19:30 | Nederland  | 3–0     | Zuid-Korea | 25–18 | 25–10 | 25–12 |       |       | 75–40  |              |      | Verslag |
| 31 mei | 16:30 | Zuid-Korea | 0–3     | Polen      | 11–25 | 15–25 | 16–25 |       |       | 42–75  |              |      | Verslag |
| 31 mei | 19:30 | Nederland  | 1–3     | Brazilië   | 23–25 | 24–26 | 25–13 | 22–25 |       | 94–89  |              |      | Verslag |

#### Poule 10
- Alle tijden zijn Central European Summer Time (UTC+02:00).

| Datum  | Tijd  |         | Uitslag |         | Set 1 | Set 2 | Set 3 | Set 4 | Set 5 | Totaal  | Toeschouwers | Duur | Verslag |
| ------ | ----- | ------- | ------- | ------- | ----- | ----- | ----- | ----- | ----- | ------- | ------------ | ---- | ------- |
| 29 mei | 17:00 | België  | 0–3     | Turkije | 19–25 | 18–25 | 24–26 |       |       | 61–76   |              |      | Verslag |
| 29 mei | 20:00 | Servië  | 3–0     | Rusland | 25–23 | 25–19 | 25–18 |       |       | 75–60   |              |      | Verslag |
| 30 mei | 16:00 | Turkije | 2–3     | Rusland | 23–25 | 25–19 | 25–23 | 20–25 | 11–15 | 104–107 |              |      | Verslag |
| 30 mei | 19:00 | België  | 0–3     | Servië  | 20–25 | 16–25 | 14–25 |       |       | 50–75   |              |      | Verslag |
| 31 mei | 17:00 | Rusland | 3–1     | België  | 25–21 | 25–20 | 23–25 | 25–18 |       | 98–84   |              |      | Verslag |
| 31 mei | 20:00 | Turkije | 2–3     | Servië  | 20–25 | 25–22 | 25–18 | 23–25 | 12–15 | 105–105 |              |      | Verslag |

#### Poule 11
- Alle tijden zijn Indochina Time (UTC+07:00).

| Datum  | Tijd  |                        | Uitslag |                        | Set 1 | Set 2 | Set 3 | Set 4 | Set 5 | Totaal  | Toeschouwers | Duur | Verslag |
| ------ | ----- | ---------------------- | ------- | ---------------------- | ----- | ----- | ----- | ----- | ----- | ------- | ------------ | ---- | ------- |
| 29 mei | 15:05 | Duitsland              | 0–3     | Verenigde Staten       | 18–25 | 17–25 | 17–25 |       |       | 52–75   |              |      | Verslag |
| 29 mei | 18:05 | Thailand               | 0–3     | Dominicaanse Republiek | 21–25 | 22–25 | 20–25 |       |       | 63–75   |              |      | Verslag |
| 30 mei | 15:05 | Dominicaanse Republiek | 0–3     | Verenigde Staten       | 20–25 | 23–25 | 21–25 |       |       | 64–75   |              |      | Verslag |
| 30 mei | 18:05 | Thailand               | 2–3     | Duitsland              | 23–25 | 26–28 | 25–23 | 25–22 | 10–15 | 109–113 |              |      | Verslag |
| 31 mei | 15:05 | Duitsland              | 3–1     | Dominicaanse Republiek | 25–22 | 25–15 | 21–25 | 25–12 |       | 96–74   |              |      | Verslag |
| 31 mei | 18:05 | Thailand               | 0–3     | Verenigde Staten       | 10–25 | 22–25 | 16–25 |       |       | 48–75   |              |      | Verslag |

#### Poule 12
- Alle tijden zijn Hong Kong Time (UTC+08:00).

| Datum  | Tijd  |            | Uitslag |            | Set 1 | Set 2 | Set 3 | Set 4 | Set 5 | Totaal  | Toeschouwers | Duur | Verslag |
| ------ | ----- | ---------- | ------- | ---------- | ----- | ----- | ----- | ----- | ----- | ------- | ------------ | ---- | ------- |
| 29 mei | 18:00 | Japan      | 3–2     | Italië     | 20–25 | 25–23 | 20–25 | 25–23 | 15–11 | 105–107 |              |      | Verslag |
| 29 mei | 20:30 | China      | 3–0     | Argentinië | 25–22 | 25–16 | 25–12 |       |       | 75–50   |              |      | Verslag |
| 30 mei | 18:00 | Argentinië | 0–3     | Italië     | 15–25 | 16–25 | 18–25 |       |       | 49–75   |              |      | Verslag |
| 30 mei | 20:30 | China      | 3–0     | Japan      | 25–21 | 25–19 | 25–17 |       |       | 75–57   |              |      | Verslag |
| 31 mei | 18:00 | Japan      | 3–0     | Argentinië | 25–16 | 25–21 | 25–21 |       |       | 75–58   |              |      | Verslag |
| 31 mei | 20:30 | China      | 1–3     | Italië     | 18–25 | 14–25 | 25–16 | 18–25 |       | 75–91   |              |      | Verslag |

### Week 4

#### Poule 13
- Alle tijden zijn Central European Summer Time (UTC+02:00).

| Datum | Tijd  |                        | Uitslag |                        | Set 1 | Set 2 | Set 3 | Set 4 | Set 5 | Totaal  | Toeschouwers | Duur | Verslag |
| ----- | ----- | ---------------------- | ------- | ---------------------- | ----- | ----- | ----- | ----- | ----- | ------- | ------------ | ---- | ------- |
| 5 jun | 16:30 | Italië                 | 3–2     | Servië                 | 19–25 | 25–21 | 25–21 | 18–25 | 15–13 | 102–105 |              |      | Verslag |
| 5 jun | 19:30 | Nederland              | 3–0     | Dominicaanse Republiek | 25–22 | 25–21 | 25–18 |       |       | 75–61   |              |      | Verslag |
| 6 jun | 16:30 | Servië                 | 3–0     | Dominicaanse Republiek | 25–19 | 25–20 | 25–13 |       |       | 75–52   |              |      | Verslag |
| 6 jun | 19:30 | Nederland              | 2–3     | Italië                 | 25–18 | 23–25 | 25–19 | 15–25 | 8–15  | 96–102  |              |      | Verslag |
| 7 jun | 16:30 | Dominicaanse Republiek | 0–3     | Italië                 | 18–25 | 15–25 | 20–25 |       |       | 53–75   |              |      | Verslag |
| 7 jun | 19:30 | Nederland              | 3–2     | Servië                 | 15–25 | 19–25 | 29–27 | 25–17 | 20–18 | 108–112 |              |      | Verslag |

#### Poule 14
- Alle tijden zijn China Standard Time (UTC+08:00).

| Datum | Tijd  |                  | Uitslag |                  | Set 1 | Set 2 | Set 3 | Set 4 | Set 5 | Totaal  | Toeschouwers | Duur | Verslag |
| ----- | ----- | ---------------- | ------- | ---------------- | ----- | ----- | ----- | ----- | ----- | ------- | ------------ | ---- | ------- |
| 5 jun | 16:00 | Rusland          | 0–3     | Verenigde Staten | 14–25 | 18–25 | 18–25 |       |       | 50–75   |              |      | Verslag |
| 5 jun | 19:30 | China            | 2–3     | Brazilië         | 25–19 | 23–25 | 25–27 | 25–10 | 14–16 | 112–97  |              |      | Verslag |
| 6 jun | 16:00 | Verenigde Staten | 3–1     | Brazilië         | 25–23 | 26–28 | 25–21 | 25–18 |       | 101–90  |              |      | Verslag |
| 6 jun | 19:30 | China            | 3–0     | Rusland          | 25–21 | 25–19 | 25–22 |       |       | 75–62   |              |      | Verslag |
| 7 jun | 16:00 | Brazilië         | 3–2     | Rusland          | 15–25 | 25–21 | 25–20 | 19–25 | 17–15 | 101–106 |              |      | Verslag |
| 7 jun | 19:30 | China            | 0–3     | Verenigde Staten | 20–25 | 22–25 | 20–25 |       |       | 62–75   |              |      | Verslag |

#### Poule 15
- Alle tijden zijn Indochina Time (UTC+07:00).

| Datum | Tijd  |            | Uitslag |            | Set 1 | Set 2 | Set 3 | Set 4 | Set 5 | Totaal  | Toeschouwers | Duur | Verslag |
| ----- | ----- | ---------- | ------- | ---------- | ----- | ----- | ----- | ----- | ----- | ------- | ------------ | ---- | ------- |
| 5 jun | 15:05 | Japan      | 1–3     | Turkije    | 17–25 | 23–25 | 25–13 | 11–25 |       | 76–88   |              |      | Verslag |
| 5 jun | 18:05 | Thailand   | 1–3     | Zuid-Korea | 16–25 | 18–25 | 25–20 | 24–26 |       | 83–96   |              |      | Verslag |
| 6 jun | 15:05 | Japan      | 3–0     | Zuid-Korea | 25–22 | 25–14 | 25–20 |       |       | 75–56   |              |      | Verslag |
| 6 jun | 18:05 | Thailand   | 1–3     | Turkije    | 20–25 | 28–30 | 25–18 | 19–25 |       | 92–98   |              |      | Verslag |
| 7 jun | 15:05 | Zuid-Korea | 0–3     | Turkije    | 19–25 | 21–25 | 23–25 |       |       | 63–75   |              |      | Verslag |
| 7 jun | 18:05 | Thailand   | 2–3     | Japan      | 25–19 | 25–20 | 17–25 | 19–25 | 20–22 | 106–111 |              |      | Verslag |

#### Poule 16
- Alle tijden zijn Central European Summer Time (UTC+02:00).

| Datum | Tijd  |            | Uitslag |            | Set 1 | Set 2 | Set 3 | Set 4 | Set 5 | Totaal | Toeschouwers | Duur | Verslag |
| ----- | ----- | ---------- | ------- | ---------- | ----- | ----- | ----- | ----- | ----- | ------ | ------------ | ---- | ------- |
| 5 jun | 17:30 | Duitsland  | 3–1     | België     | 25–19 | 25–21 | 22–25 | 25–23 |       | 97–88  |              |      | Verslag |
| 5 jun | 20:30 | Polen      | 3–0     | Argentinië | 25–11 | 25–14 | 25–20 |       |       | 75–45  |              |      | Verslag |
| 6 jun | 17:30 | België     | 3–0     | Argentinië | 25–22 | 25–16 | 25–14 |       |       | 75–52  |              |      | Verslag |
| 6 jun | 20:30 | Polen      | 3–1     | Duitsland  | 25–21 | 21–25 | 25–20 | 25–9  |       | 96–75  |              |      | Verslag |
| 7 jun | 17:30 | Argentinië | 0–3     | Duitsland  | 16–25 | 13–25 | 16–25 |       |       | 45–75  |              |      | Verslag |
| 7 jun | 20:30 | Polen      | 3–1     | België     | 22–25 | 25–22 | 27–25 | 25–14 |       | 99–86  |              |      | Verslag |

### Week 5

#### Poule 17
- Alle tijden zijn Central European Summer Time (UTC+02:00).

| Datum  | Tijd  |           | Uitslag |           | Set 1 | Set 2 | Set 3 | Set 4 | Set 5 | Totaal  | Toeschouwers | Duur | Verslag |
| ------ | ----- | --------- | ------- | --------- | ----- | ----- | ----- | ----- | ----- | ------- | ------------ | ---- | ------- |
| 12 jun | 17:30 | Turkije   | 2–3     | Nederland | 11–25 | 29–31 | 25–16 | 25–20 | 10–15 | 100–107 |              |      | Verslag |
| 12 jun | 20:30 | Duitsland | 2–3     | China     | 25–20 | 27–25 | 17–25 | 23–25 | 8–15  | 100–110 |              |      | Verslag |
| 13 jun | 17:30 | China     | 1–3     | Nederland | 24–26 | 25–17 | 17–25 | 21–25 |       | 87–93   |              |      | Verslag |
| 13 jun | 20:30 | Duitsland | 1–3     | Turkije   | 16–25 | 15–25 | 25–20 | 19–25 |       | 75–95   |              |      | Verslag |
| 14 jun | 17:30 | China     | 1–3     | Turkije   | 26–28 | 21–25 | 25–20 | 20–25 |       | 92–98   |              |      | Verslag |
| 14 jun | 20:30 | Duitsland | 1–3     | Nederland | 21–25 | 16–25 | 26–24 | 19–25 |       | 82–99   |              |      | Verslag |

#### Poule 18
- Alle tijden zijn Central European Summer Time (UTC+02:00).

| Datum  | Tijd  |                        | Uitslag |                        | Set 1 | Set 2 | Set 3 | Set 4 | Set 5 | Totaal  | Toeschouwers | Duur | Verslag |
| ------ | ----- | ---------------------- | ------- | ---------------------- | ----- | ----- | ----- | ----- | ----- | ------- | ------------ | ---- | ------- |
| 12 jun | 17:30 | Rusland                | 3–0     | Dominicaanse Republiek | 25–21 | 25–20 | 25–16 |       |       | 75–57   |              |      | Verslag |
| 12 jun | 20:30 | Polen                  | 3–2     | Japan                  | 18–25 | 25–15 | 25–16 | 21–25 | 16–14 | 105–95  |              |      | Verslag |
| 13 jun | 17:30 | Dominicaanse Republiek | 2–3     | Japan                  | 15–25 | 25–14 | 25–21 | 27–29 | 13–15 | 105–104 |              |      | Verslag |
| 13 jun | 20:30 | Polen                  | 3–0     | Rusland                | 25–21 | 25–18 | 25–15 |       |       | 75–54   |              |      | Verslag |
| 14 jun | 17:30 | Rusland                | 3–2     | Japan                  | 19–25 | 25–14 | 25–16 | 23–25 | 15–10 | 107–90  |              |      | Verslag |
| 14 jun | 20:30 | Polen                  | 1–3     | Dominicaanse Republiek | 18–25 | 25–16 | 21–25 | 20–25 |       | 84–91   |              |      | Verslag |

#### Poule 19
- Alle tijden zijn Central European Summer Time (UTC+02:00).

| Datum  | Tijd  |          | Uitslag |          | Set 1 | Set 2 | Set 3 | Set 4 | Set 5 | Totaal  | Toeschouwers | Duur | Verslag |
| ------ | ----- | -------- | ------- | -------- | ----- | ----- | ----- | ----- | ----- | ------- | ------------ | ---- | ------- |
| 12 jun | 17:00 | Brazilië | 3–1     | België   | 25–15 | 25–14 | 21–25 | 25–23 |       | 96–77   |              |      | Verslag |
| 12 jun | 20:00 | Italië   | 3–0     | Thailand | 25–11 | 25–17 | 25–15 |       |       | 75–43   |              |      | Verslag |
| 13 jun | 17:00 | Brazilië | 3–1     | Thailand | 25–16 | 25–22 | 18–25 | 25–13 |       | 93–76   |              |      | Verslag |
| 13 jun | 20:00 | Italië   | 3–0     | België   | 25–22 | 25–18 | 25–19 |       |       | 75–59   |              |      | Verslag |
| 14 jun | 17:00 | België   | 3–1     | Thailand | 26–24 | 23–25 | 25–20 | 25–21 |       | 99–90   |              |      | Verslag |
| 14 jun | 20:00 | Italië   | 3–2     | Brazilië | 22–25 | 25–20 | 17–25 | 25–19 | 15–12 | 104–101 |              |      | Verslag |

#### Poule 20
- Alle tijden zijn Argentina Standard Time (UTC-03:00).

| Datum  | Tijd  |            | Uitslag |                  | Set 1 | Set 2 | Set 3 | Set 4 | Set 5 | Totaal | Toeschouwers | Duur | Verslag |
| ------ | ----- | ---------- | ------- | ---------------- | ----- | ----- | ----- | ----- | ----- | ------ | ------------ | ---- | ------- |
| 12 jun | 17:40 | Servië     | 3–1     | Verenigde Staten | 30–28 | 23–25 | 25–20 | 25–18 |       | 103–91 |              |      | Verslag |
| 12 jun | 20:40 | Argentinië | 3–0     | Zuid-Korea       | 25–18 | 26–24 | 25–21 |       |       | 76–63  |              |      | Verslag |
| 13 jun | 17:40 | Zuid-Korea | 0–3     | Verenigde Staten | 13–25 | 23–25 | 19–25 |       |       | 55–75  |              |      | Verslag |
| 13 jun | 20:40 | Argentinië | 0–3     | Servië           | 27–29 | 13–25 | 16–25 |       |       | 56–79  |              |      | Verslag |
| 14 jun | 17:40 | Zuid-Korea | 0–3     | Servië           | 17–25 | 20–25 | 11–25 |       |       | 48–75  |              |      | Verslag |
| 14 jun | 20:40 | Argentinië | 0–3     | Verenigde Staten | 15–25 | 14–25 | 15–25 |       |       | 44–75  |              |      | Verslag |

## Eindronde
- bij winst met 3-0 of 3-1: 3 punten voor de winnaar, 0 punten voor de verliezer
- bij winst met 3-2: 2 punten voor de winnaar, 1 punt voor de verliezer
- top-2 van elke poule plaatst zich voor de halve finales

### Groep 1
|      |           |     | Wedstrijden | Wedstrijden | Set punten | Set punten | Set punten | Sets | Sets | Sets  |
| Rank | Team      | Pts | W           | L           | W          | L          | Ratio      | W    | L    | Ratio |
| ---- | --------- | --- | ----------- | ----------- | ---------- | ---------- | ---------- | ---- | ---- | ----- |
| 1    | Brazilië  | 6   | 2           | 0           | 6          | 0          | MAX        | 150  | 120  | 1.250 |
| 2    | China     | 3   | 1           | 1           | 3          | 4          | 0.750      | 159  | 161  | 0.988 |
| 3    | Nederland | 0   | 0           | 2           | 1          | 6          | 0.167      | 142  | 170  | 0.835 |

| Datum  | Tijd  |          | Uitslag |           | Set 1 | Set 2 | Set 3 | Set 4 | Set 5 | Totaal | Toeschouwers | Duur | Verslag |
| ------ | ----- | -------- | ------- | --------- | ----- | ----- | ----- | ----- | ----- | ------ | ------------ | ---- | ------- |
| 27 Jun | 19:15 | China    | 3–1     | Nederland | 20–25 | 25–21 | 25–22 | 25–18 |       | 95–86  |              |      | Verslag |
| 28 Jun | 19:15 | Brazilië | 3–0     | Nederland | 25–16 | 25–17 | 25–23 |       |       | 75–56  |              |      | Verslag |
| 29 Jun | 20:30 | China    | 0–3     | Brazilië  | 20–25 | 22–25 | 22–25 |       |       | 64–75  |              |      | Verslag |

### Groep 2
|      |                  |     | Wedstrijden | Wedstrijden | Set punten | Set punten | Set punten | Sets | Sets | Sets  |
| Rank | Team             | Pts | W           | L           | W          | L          | Ratio      | W    | L    | Ratio |
| ---- | ---------------- | --- | ----------- | ----------- | ---------- | ---------- | ---------- | ---- | ---- | ----- |
| 1    | Verenigde Staten | 5   | 2           | 0           | 6          | 2          | 3.000      | 182  | 165  | 1.103 |
| 2    | Turkije          | 3   | 1           | 1           | 5          | 5          | 1.000      | 202  | 206  | 0.981 |
| 3    | Servië           | 1   | 0           | 2           | 2          | 6          | 0.333      | 171  | 184  | 0.929 |

| Datum  | Tijd  |                  | Uitslag |         | Set 1 | Set 2 | Set 3 | Set 4 | Set 5 | Totaal  | Toeschouwers | Duur | Verslag |
| ------ | ----- | ---------------- | ------- | ------- | ----- | ----- | ----- | ----- | ----- | ------- | ------------ | ---- | ------- |
| 27 Jun | 15:00 | Verenigde Staten | 3–2     | Turkije | 17–25 | 21–25 | 25–21 | 25–15 | 15–11 | 103–97  |              |      | Verslag |
| 28 Jun | 15:00 | Servië           | 2–3     | Turkije | 25–20 | 21–25 | 18–25 | 25–19 | 14–16 | 103–105 |              |      | Verslag |
| 29 Jun | 15:00 | Verenigde Staten | 3–0     | Servië  | 29–27 | 25–22 | 25–19 |       |       | 79–68   |              |      | Verslag |

### Halve finale
| Datum  | Tijd  |          | Uitslag |                  | Set 1 | Set 2 | Set 3 | Set 4 | Set 5 | Totaal | Toeschouwers | Duur | Verslag |
| ------ | ----- | -------- | ------- | ---------------- | ----- | ----- | ----- | ----- | ----- | ------ | ------------ | ---- | ------- |
| 30 Jun | 15:00 | Brazilië | 0–3     | Turkije          | 23–25 | 23–25 | 22–25 |       |       | 68–75  |              |      | Verslag |
| 30 Jun | 19:45 | China    | 1–3     | Verenigde Staten | 23–25 | 20–25 | 25–18 | 18–25 |       | 86–93  |              |      | Verslag |

### Wedstrijd om 3e/4e plaats
| Datum | Tijd  |       | Uitslag |          | Set 1 | Set 2 | Set 3 | Set 4 | Set 5 | Totaal | Toeschouwers | Duur | Verslag |
| ----- | ----- | ----- | ------- | -------- | ----- | ----- | ----- | ----- | ----- | ------ | ------------ | ---- | ------- |
| 1 jul | 15:00 | China | 3–0     | Brazilië | 25–18 | 25–22 | 25–22 |       |       | 75–62  |              |      | Verslag |

### Finale
| Datum | Tijd  |         | Uitslag |                  | Set 1 | Set 2 | Set 3 | Set 4 | Set 5 | Totaal | Toeschouwers | Duur | Verslag |
| ----- | ----- | ------- | ------- | ---------------- | ----- | ----- | ----- | ----- | ----- | ------ | ------------ | ---- | ------- |
| 1 jul | 19:00 | Turkije | 2–3     | Verenigde Staten | 25–17 | 22–25 | 28–26 | 15–25 | 7–15  | 97–108 |              |      | Verslag |

## Eindrangschikking
| Rank   | Team                   |
| ------ | ---------------------- |
| Goud   | Verenigde Staten       |
| Zilver | Turkije                |
| Brons  | China                  |
| 4      | Brazilië               |
| 5      | Nederland              |
| 5      | Servië                 |
| 7      | Italië                 |
| 8      | Rusland                |
| 9      | Polen                  |
| 10     | Japan                  |
| 11     | Duitsland              |
| 12     | Zuid-Korea             |
| 13     | België                 |
| 14     | Dominicaanse Republiek |
| 15     | Thailand               |
| 16     | Argentinië             |

2018 · 2019 · 2020